# Jacinto Cayco
Jacinto "Jack" Cayco (1924 of 1925 -  17 februari 2021) was een Filipijns zwemmer. Cayco nam deel aan de Olympische Spelen van 1948 en won twee gouden medailles op de Aziatische Spelen van 1951. Later won Cayco met de Filipijnse estafetteploeg nog een zilveren medaille op de Aziatische Spelen van 1958.

## Biografie
Jacinto Cayco studeerde aan de University of Santo Tomas (UST) en kwam van 1946 tot 1953 namens UST uit in zwemcompetities. In die periode zwom hij namens de Filipijnen op de Olympische Spelen van 1948 op het onderdeel 200 meter schoolslag. Drie jaar later won hij een gouden medaille op de 200 meter schoolslag op de Aziatische Spelen van 1951. Op datzelfde evenement won hij samen met Nurhatab Rajab en Artemio Salamat goud op de 3x100 wisselslag. Hij was aanvoerder van de zwemequipe op de Aziatische Spelen van 1954 in Manilla. Hij won die editie echter geen medailles. In 1958 won Cayco, samen met onder meer zijn broer Pedro, nog een zilveren medaille op de 4x100 wisselslag op de Aziatische Spelen van Tokio.
Na zijn carrière bleef Cayco actief in de zwemsport. Hij was jarenlang actief als official bij internationale zwemwedstrijden, zoals de Zuidoost-Aziatische Spelen van 1981 en 1991 en nationale evenementen, zoals Palarong Pambansa, de Philippine National Games en Batang Pinoy. Ook was hij zwemtrainer en president van de Association of Swimming Officials of the Philippines.
Op 25 januari 2016 werd Cayco opgenomen in de Philippine Sports Hall of Fame. Ook werd hij door zijn alma mater opgenomen in de UST Hall of Fame.
Cayco overleed in 1921 op 96-jarige leeftijd. Hij had een broer Pedro Cayco, die deelnam aan de Olympische Spelen van 1956.